# 三線油紋鱸
三線油紋鱸，為輻鰭魚綱鱸形目鱸亞目藍紋鱸科的其中一種，分布於西大西洋美國佛羅里達州、巴哈馬群島及墨西哥東部海域，深度5-95公尺，為熱帶海水魚，體長可達3.5公分，棲息在礁石區底層水域，生活習性不明。

## 擴展閱讀
- 三線油紋鱸的图片